# Sharone Vernon-Evans
Sharone Vernon-Evans (Scarborough, 28 agosto 1998) è un pallavolista canadese, opposto dei Sakai Blazers.

## Carriera

### Club
Sharone Vernon-Evans muove i primi passi della sua carriera nella pallavolo col Pakmen, con cui partecipa ai tornei dell'Ontario; parallelamente gioca anche a livello scolastico con l'Agincourt. Al termine delle scuole superiori, nel 2016, va in collegiale con la nazionale canadese, passando un'annata nel programma nazionale. 
Nella stagione 2017-18 segue Stéphane Antiga, commissario tecnico della sua nazionale, all'ONICO Warszawa, impegnato nella Polska Liga Siatkówki, dove inizia la carriera come professionista, siglando un accordo biennale. Per il campionato 2019-20 approda nella Superlega italiana, accasandosi nella Porto Robur Costa, mentre nel campionato seguente si trasferisce alla Sir Safety Perugia, con cui conquista la Supercoppa italiana.
Nella stagione 2021-22 approda nella V.League Division 1 giapponese, dove difende i colori dei Sakai Blazers.

### Nazionale
Tra il 2016 e il 2017 è un membro della nazionale canadese Under-21, conquistando la medaglia di bronzo al campionato nordamericano 2016 e alla Coppa panamericana 2017.
Nel 2017 fa il suo esordio in nazionale maggiore, vincendo la medaglia di bronzo alla World League e al campionato nordamericano, venendo inoltre premiato come miglior opposto e bissando il bronzo nel 2019.

## Palmarès

### Club
- Supercoppa italiana: 1

2020

### Nazionale (competizioni minori)
- Campionato nordamericano Under-21 2016
- Coppa panamericana Under-21 2017

### Premi individuali
- 2017 - Campionato nordamericano: Miglior opposto
- 2024 - V.League Division 1: Premio fair play